# Niaogho
Cet article concerne le village chef-lieu. Pour le département et la commune rurale, voir Niaogho (département).
Niaogho ou Niaogo est un village du département et la commune rurale de Niaogho (ou Niaogo), situé dans la province du Boulgou et la région du Centre-Est au Burkina Faso.

## Géographie

### Situation
Niaogho est situé à 3 km à l'ouest de Béguédo et à environ 30 km à l'ouest de Garango.

### Démographie
| 2003  | 2006  | 2012 |
| ----- | ----- | ---- |
| 6 496 | 6 769 | -    |

En 2006, sur les 6 769 habitants du village de Niaogho-Centre – regroupés en 1 143 ménages – 54,3 % étaient des femmes, près 46,1 % avaient moins de 14 ans, 48,7 % entre 15 et 64 ans et environ 5 % plus de 65 ans.

## Histoire
Niaogho est un village fondé au XIXe siècle par l'ethnie Bissa.

## Administration

### Jumelages
Depuis 1974, le village de Niaogho (au sein du département et la commune homonyme dont il est le chef-lieu) est associé avec les départements et communes avoisinants de Boussouma, Garango et Komtoèga dans un jumelage avec la commune de Laval (Mayenne) en France.
Depuis le 2 mars 1998, le village de Niaogho (au sein du département et la commune) est également jumelé avec la commune française de Saint-Paul-sur-Save.

## Transports
Le village est traversé par la route nationale 17.

## Santé et éducation
Niaogho accueille un centre de santé et de promotion sociale (CSPS) tandis que le centre médical avec antenne chirurgicale (CMA) se trouve à Garango.
Le village accueille deux écoles primaires publiques (A et B) et une école catholique.